# Abdullah Al-Khaibari
Abdullah Al-Khaibari (Riade, 16 de agosto de 1996), é um futebolista saudita que atua como meio-campo. Atualmente joga pelo Al Nassr.

## Carreira
Foi convocado para defender a Seleção Saudita de Futebol na Copa do Mundo de 2018.

### Títulos
Al Nassr
- Campeonato Saudita: 2018–19
- Supercopa da Arábia Saudita: 2019, 2020
- Liga dos Campeões Árabes: 2023